# جيمس سبينس
جيمس سبينس (بالإنجليزية: James Spence)‏ هو جراحٌ إسكتلندي. كان رئيسًا لكلية الجراحين الملكية بإدنبرة في الفترة ما بين 1867 حتى 1868. كان جيمس قد وُلد في 31 مارس 1812 في إدنبرة، وتوفي في 6 يونيو 1882.
نشر كتابًا بعنوان (Lectures on Surgery) عام 1871. كما سُمي ذَيلُ سبينس على اسمه، وهو امتدادٌ من نسيج الثدي نحو الإبط.